# 鷹司祺子
鷹司 祺子（文化8年2月25日（1811年3月19日） - 弘化4年10月13日（1847年11月20日）），又稱皇太后 祺子，為日本江戶時代後期、仁孝天皇女御、孝明天皇嫡母。女院號新朔平門院。

## 系譜
關白鷹司政熙之女。生母為其父側室、權中納言豐岡尚資之女的豐岡斐子。異母兄為関白鷹司政通、同母姐為仁孝天皇女御鷹司繫子，其餘兄弟姐妹眾多。在祺子入宮之際，其父鷹司政熙落飾並且隱居，因而轉由祺子的伯父母--鷹司政通夫婦收為養女並代為照顧。

## 略歴
文政6年（1823年），仁孝天皇女御、亦是祺子同母姊的鷹司繫子因難產而逝世。之後祺子於文政8年（1825年），以15之齡歳入宮成為仁孝天皇女御。
文政12年12月（1830年1月），祺子產下第四皇女摩尼珠院宮，但在天保2年（1831年）夭折，之後祺子再也沒有生育。天保6年（1835年）女御鷹司祺子收典侍正親町雅子所生的第四皇子熙宮統仁親王（日後的孝明天皇）為養子。
弘化3年（1846年），仁孝天皇崩御，由祺子的養子統仁親王即位，是為孝明天皇。弘化4年（1847年）3月，祺子以新帝养母的身分成為皇太后，同年10月13日，皇太后祺子出家，同時獲得女院身分，院號新朔平門院，而皇太后祺子也在獲院號當天崩御，享年37，葬於後月輪陵。